# Alectrias
Alectrias és un gènere de peixos de la família dels estiquèids i de l'ordre dels perciformes.

## Distribució geogràfica
Es troba al Pacífic nord: des del mar Groc, les Illes del Comandant, l'estret de Tatària i el sud-est de Kamtxatka fins a la mar d'Okhotsk, les illes Kurils, la mar del Japó i Alaska, incloent-hi Rússia, la península de Corea i el Japó (des de Hokkaido fins a Honshu).

## Taxonomia
- Alectrias alectrolophus (Pallas, 1814)[15]
- Alectrias benjamini (Jordan & Snyder, 1902)[8]
- Alectrias cirratus (Lindberg, 1938)[16]
- Alectrias gallinus (Lindberg, 1938)[16]
- Alectrias markevichi (Sheiko, 2012)[17]
- Alectrias mutsuensis (Shiogaki, 1985)[18][19][20][21][22][23][24][25][26][27]